# Tristan i Izolda (film 2002)
Tristan i Izolda (fr. Tristan et Iseut, 2002) – francusko-luksemburski film animowany w reżyserii Thierry Schiel.

## Obsada
- Louis Wright – Tristan
- Ciara Barker – Izolda
- Derek Kueter – Puck
- Chris Bearne – Król Marek
- Thomas Sanne – Morholt

i inni

## Wersja polska
Opracowanie: Paanfilm Studio

Reżyseria: Ewa Złotowska

Dialogi: Katarzyna Skarżyńska

Dźwięk: Michał Skarżyński

Kierownik produkcji: Bogumiła Adler

Wystąpili:
- Radosław Pazura – Tristan
- Magdalena Wójcik – Izolda
- Krzysztof Tyniec – Bobek
- Włodzimierz Bednarski – Król Marek
- Jarosław Boberek – Baron Ganelon
- Jan Kulczycki – Gorvenal
- Włodzimierz Press – Rivalen
- Wojciech Machnicki – Król Anguish
- Izabela Dąbrowska – Brangjen
- Marek Frąckowiak – Morholt
- Mieczysław Morański

i inni
Piosenkę śpiewali: Wojciech Paszkowski i Jolanta Wilk